# Кочержиновка
Кочержиновка (каз. Кочержинов) — село в Денисовском районе Костанайской области Казахстана. Входит в состав Красноармейского сельского округа. Код КАТО — 394045200.

## Население
В 1999 году население села составляло 260 человек (126 мужчин и 134 женщины). По данным переписи 2009 года, в селе проживало 179 человек (84 мужчины и 95 женщин).